# Neerijnen
Neerijnen este o comună și o localitate în provincia Gelderland, Țările de Jos. 

## Localități componente
Est, Haaften, Heesselt, Hellouw, Neerijnen, Ophemert, Opijnen, Tuil, Varik, Waardenburg.